# Lac Capimitchigama
Lac Capimitchigama är en sjö i Kanada.   Den ligger i regionen Outaouais och provinsen Québec, i den sydöstra delen av landet, 240 km norr om huvudstaden Ottawa. Lac Capimitchigama ligger 404 meter över havet. Arean är 9,3 kvadratkilometer. Den sträcker sig 8,1 kilometer i nord-sydlig riktning, och 12,9 kilometer i öst-västlig riktning.
I omgivningarna runt Lac Capimitchigama växer i huvudsak blandskog. Trakten runt Lac Capimitchigama är nära nog obefolkad, med mindre än två invånare per kvadratkilometer.